# Jiří Siostrzonek
Jiří Siostrzonek (* 31. března 1954 Opava) je slezský sociolog, fotograf[zdroj?] a kulturní pracovník. Je vysokoškolským pedagogem a zástupcem vedoucího Institutu tvůrčí fotografie Slezské univerzity v Opavě. Od roku 1990 je ředitelem Kulturního domu v Dolním Benešově na Hlučínsku. Jako organizátor, sociolog a fotograf se podílel na projektech Lidé Hlučínska devadesátých let 20. století a Zlín a jeho lidé. Je členem výboru Kulturní a vzdělávací nadace Hlučínsko, členem expertní komise pro kulturu projektu PHARE. V červnu roku 2024 byl prezidentem Petrem Pavlem jmenován profesorem.

## Život a dílo
Absolvoval Střední průmyslovou školu strojní v Opavě (1974), čtyři roky studoval na Vysoké škole báňské v Ostravě. V roce 1992 absolvoval magisterský obor na Filozofické fakultě Univerzity Palackého v Olomouci.
Napsal několika sbírek poezie – např. Jednou (Praha 1987). Je režisérem a dramaturgem Divadelního souboru Radovana Juhy v Opavě. Sám nebo s Alešem Koudelou napsal několik divadelních her (např. Pobřežní hlídka, Kam zmizel John Plymouth?, Čikita a Pepito) a řadu scénářů pro televizní a rozhlasové pořady a vystoupení skupiny Děsně fajn.
Ve své výtvarné tvorbě se orientuje na strukturální grafiku, kterou představil na řadě autorských výstav. Ilustroval několik knih – např. Eva Syřišťová: Skupinová psychoterapie psychóz (Praha 1989), Anastáz Opasek: Z té dálky (Mnichov 1990), Eva Syřišťová: Puklý čas (Brno 1991), Eva Syřištová: Člověk v kritických životních situacích (Praha 1994), Paul Celan: Domov v bezdomoví (Praha 1994). Připravuje scénáře výstav, vzdělávacích, kulturních pořadů a externě spolupracuje s televizí a rozhlasem.
Sám rovněž fotografuje, úspěšný soubor Sakrální architektura na Hlučínsku, který vytvořil s Vojtěchem Bartkem, byl v roce 1998 vystaven v Dolním Benešově, Ostravě a v Kravařích.
Pravidelně vystupuje jako expert ke společenským otázkám v pořadech Televizního studia Ostrava České televize. 24. srpna 2013 ho oslovil pořad Události v regionech jako sociologa k předchozímu protiromskému průvodu v Ostravě. Část diváků jeho vyjádření vnímala jako obhajobu útočících rasistů. Výsledkem byl otevřený dopis režisérky Apoleny Rychlíkové, kterým si stěžovala na Českou televizi u její Rady. Na Siostrzonkovu podporu naopak vznikl jiný dopis novináře Dušana Stuchlíka, historika Lukáše Cvrčka a dokumentaristy Václava Dvořáka, se kterým vyslovilo podpisem souhlas také několik jeho spolupracovníků z ITF.